# レイモンド・オチョア
レイモンド・オチョア（Raymond Ochoa, 2001年10月12日 - ）は、アメリカ合衆国出身の俳優である。

## 出演作品

### テレビ
- グッドラックチャーリー

### 映画
- Disney's クリスマス・キャロル（キャロラインの子供）

### ゲーム
- Kinect: ディズニーランド・アドベンチャーズ（スクワート）
- The Walking Dead: A New Frontier（ゲイブ）